# Emblyna roscida
Emblyna roscida là một loài nhện trong họ Dictynidae.
Loài này thuộc chi Emblyna. Emblyna roscida được Nicholas Marcellus Hentz miêu tả năm 1850.